# Echinolittorina
Echinolittorina is een geslacht van weekdieren uit de klasse van de Gastropoda (slakken).

## Soorten
- Echinolittorina albicarinata (McLean, 1970)
- Echinolittorina angustior (Mörch, 1876)
- Echinolittorina apicina (Menke, 1851)
- Echinolittorina arabica (El Assal, 1990)
- Echinolittorina aspera (Philippi, 1846)
- Echinolittorina atrata (C. B. Adams, 1852)
- Echinolittorina australis (Gray, 1826)
- Echinolittorina austrotrochoides Reid, 2007
- Echinolittorina biangulata (Martens, 1897)
- Echinolittorina caboverdensis Reid, 2011
- Echinolittorina cecillei (Philippi, 1851)
- Echinolittorina cinerea (Pease, 1869)
- Echinolittorina conspersa (Philippi, 1847)
- Echinolittorina dilatata (d'Orbigny, 1842)
- Echinolittorina dubiosa (C. B. Adams, 1852)
- Echinolittorina feejeensis (Reeve, 1857)
- Echinolittorina fuscolineata (Reid, 2002)
- Echinolittorina granosa (Philippi, 1845)
- Echinolittorina hawaiiensis (Rosewater & Kadolsky, 1981)
- Echinolittorina helenae (E. A. Smith, 1890)
- Echinolittorina interrupta (Philippi, 1847)
- Echinolittorina jamaicensis (C. B. Adams, 1850)
- Echinolittorina lemniscata (Philippi, 1846)
- Echinolittorina leucosticta (Philippi, 1847)
- Echinolittorina lineolata (d'Orbigny, 1840)
- Echinolittorina malaccana (Philippi, 1847)
- Echinolittorina marisrubri Reid, 2007
- Echinolittorina marquesensis Reid, 2007
- Echinolittorina melanacme (E. A. Smith, 1876)
- Echinolittorina meleagris (Potiez & Michaud, 1838)
- Echinolittorina mespillum (Megerle von Mühlfeld, 1824)
- Echinolittorina miliaris (Quoy & Gaimard, 1833)
- Echinolittorina millegrana (Philippi, 1848)
- Echinolittorina modesta (Philippi, 1846)
- Echinolittorina natalensis (Philippi, 1847)
- Echinolittorina nielseni Araya & Reid, 2016 †
- Echinolittorina novaezelandiae (Reeve, 1857)
- Echinolittorina omanensis Reid, 2007
- Echinolittorina parcipicta (Carpenter, 1864)
- Echinolittorina pascua (Rosewater, 1970)
- Echinolittorina paytensis (Philippi, 1847)
- Echinolittorina penicillata (Carpenter, 1864)
- Echinolittorina peregrinator Reid, 2011
- Echinolittorina peruviana (Lamarck, 1822)
- Echinolittorina philippinensis Reid, 2007
- Echinolittorina placida Reid, 2009
- Echinolittorina porcata (Philippi, 1846)
- Echinolittorina pulchella (Dunker, 1845)
- Echinolittorina punctata (Gmelin, 1791)
- Echinolittorina quadricincta (Megerle von Mühlfeld, 1824)
- Echinolittorina radiata (Souleyet, 1852)
- Echinolittorina reticulata (Anton, 1838)
- Echinolittorina santelenae (Reid, 2002)
- Echinolittorina soroziczac Reid, 2011
- Echinolittorina subnodosa (Philippi, 1847)
- Echinolittorina sundaica (van Regteren Altena, 1945)
- Echinolittorina tenuistriata (Reid, 2002)
- Echinolittorina tricincta Reid, 2007
- Echinolittorina tuberculata (Menke, 1828)
- Echinolittorina vermeiji (Bandel & Kadolsky, 1982)
- Echinolittorina vidua (Gould, 1859)
- Echinolittorina wallaceana Reid, 2007
- Echinolittorina ziczac (Gmelin, 1791)